# Soulier d'or belge 2000
Le Soulier d'or 2000 est un trophée individuel, récompensant le meilleur joueur du championnat de Belgique sur l'ensemble de l'année 2000. Ceci comprend donc à deux demi-saisons, la fin de la saison 1999-2000, de janvier à juin, et le début de la saison 2000-2001, de juillet à décembre.

## Lauréat
Il s'agit de la quarante-septième édition du trophée, remporté par l'attaquant du RSC Anderlecht Jan Koller. La domination du club bruxellois sur la saison 1999-2000, ainsi que son excellent début de campagne européenne en Ligue des champions font qu'une victoire d'un joueur anderlechtois devient presque une évidence. L'attaquant tchèque, deuxième l'an passé, décroche le trophée devant ses coéquipiers Yves Vanderhaeghe, Walter Baseggio et Bart Goor. On retrouve neuf joueurs du club dans les vingt premiers du classement final de cette édition.

## Le top-20
| Place | Joueur            | Nationalité | Club(s)                             | Points |
| ----- | ----------------- | ----------- | ----------------------------------- | ------ |
| 1.    | Jan Koller        |             | RSC Anderlecht                      | 344    |
| 2.    | Yves Vanderhaeghe |             | Excelsior Mouscron / RSC Anderlecht | 177    |
| 3.    | Walter Baseggio   |             | RSC Anderlecht                      | 161    |
| 4.    | Bart Goor         |             | RSC Anderlecht                      | 124    |
| 5.    | Gert Verheyen     |             | FC Bruges                           | 97     |
| 6.    | Tomasz Radzinski  |             | RSC Anderlecht                      | 76     |
| 7.    | Marc Degryse      |             | GB Antwerp                          | 52     |
| 8.    | Ole Martin Årst   |             | La Gantoise / Standard de Liège     | 36     |
| 9.    | Pär Zetterberg    |             | RSC Anderlecht / Olympiakos         | 29     |
| 10.   | Timmy Simons      |             | Lommel / FC Bruges                  | 27     |
| 11.   | Toni Brogno       |             | KVC Westerlo / CS Sedan             | 23     |
| 12.   | Hervé Nzelo-Lembi |             | FC Bruges                           | 22     |
| 13.   | Alin Stoica       |             | RSC Anderlecht                      | 21     |
| 14.   | Eric Deflandre    |             | FC Bruges / Olympique lyonnais      | 20     |
| 15.   | Éric Joly         |             | La Gantoise                         | 16     |
| 16.   | Sven Vermant      |             | FC Bruges                           | 11     |
| 17.   | Bertrand Crasson  |             | RSC Anderlecht                      | 7      |
| 18.   | Michael Goossens  |             | Standard de Liège                   | 6      |
| 19.   | Lorenzo Staelens  |             | RSC Anderlecht                      | 5      |
| ==.   | Marc Hendrikx     |             | KRC Genk                            | 5      |

## Sources
- (nl) Cet article est partiellement ou en totalité issu de l’article de Wikipédia en néerlandais intitulé « Belgische Gouden Schoen 2000 » (voir la liste des auteurs).